# Talas (distrikt i Kazakstan)
Talas Aūdany är ett distrikt i Kazakstan. Det ligger i oblystet Zjambyl, i den centrala delen av landet, 800 km söder om huvudstaden Astana.